# Olonne-sur-Mer
Olonne-sur-Mer korábbi község Franciaország Loire mente régiójában, Vendée megyében. Lakosainak száma 15 061 fő (2017. január 1.). Olonne-sur-Mer L’Île-d’Olonne, Bretignolles-sur-Mer, Château-d’Olonne, Les Sables-d’Olonne, Sainte-Foy és Brem-sur-Mer községekkel határos.
2019. január 1-jén a korábbi Les Sables-d’Olonne és Château-d’Olonne községekkel egyesült és az így létrejött Les Sables-d’Olonne új község része lett.

## Népesség
A település népességének változása:
| Lakosok száma | 14 299 | 14 875 | 15 692 | 15 061 |
|               | 2013   | 2015   | 2016   | 2017   |